# Another Cup of Coffee
Another Cup of Coffee is een nummer van de Britse band Mike & the Mechanics uit 1995. Het is de vierde en laatste single van hun vierde studioalbum Beggar on a Beach of Gold.
Het nummer vertelt het verhaal van een vrouw wier echtgenoot haar heeft verlaten. Ze heeft nu alleen in het huis waar ze haar familie heeft grootgebracht, en kan niets anders doen dan een kop koffie zetten. Het nummer haalde een bescheiden 51e positie in het Verenigd Koninkrijk. Hoewel het nummer in het Nederlandse taalgebied geen hitlijsten bereikte, werd het toch een radiohit in Vlaanderen.